# Danh sách đảo Hy Lạp

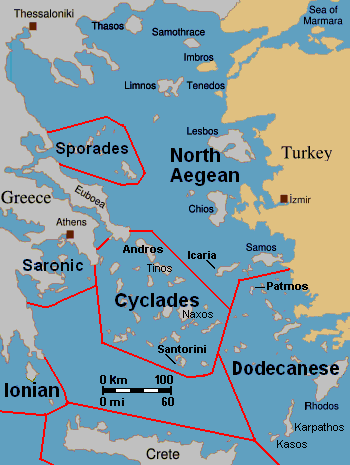
Các nhóm đảo của biển Aegea. Biển Ionia và phần lớn các đảo của nó không được vẽ trong hình.

Hy Lạp có khá nhiều đảo, ước tính vào khoảng 1.200 đến 6.000, tùy theo cách người ta định nghĩa đảo (dựa theo kích thước tối thiểu). Số liệu số lượng đảo có người sinh sống được đưa ra cũng không thống nhất, khoảng giữa 166 và 227. Chỉ có 78 hòn đảo trong số đó có trên 100 cư dân.
Hòn đảo lớn nhất Hy Lạp xét theo diện tích là Crete, nằm ở phía nam biển Aegea. Đảo lớn thứ hai là Euboea. Nó bị chia tách với lục địa bởi eo biển Euripus rộng 60m và được coi là một bộ phận của vùng Trung Hy Lạp về mặt hành chính. Các đảo lớn thứ 3 và thứ 4 lần lượt là Lesbos và Rhodes. Các đảo còn lại chỉ bằng 2/3 đảo Rhodes hoặc còn nhỏ hơn nữa.

## Các đảo của Hy Lạp theo diện tích
Danh sách sau gồm các đảo lớn nhất Hy Lạp xét theo diện tích bề mặt với diện tích trên 75 dặm vuông Anh (190 km2).
|    | Đảo        | Diện tích (dặm vuông) | (km²) |
| -- | ---------- | --------------------- | ----- |
| 1  | Crete      | 3219                  | 8336  |
| 2  | Euboea     | 1417                  | 3670  |
| 3  | Lesbos     | 630                   | 1633  |
| 4  | Rhodes     | 541                   | 1401  |
| 5  | Chios      | 325                   | 842,3 |
| 6  | Cephalonia | 302                   | 781   |
| 7  | Corfu      | 229                   | 592,9 |
| 8  | Lemnos     | 184                   | 477,6 |
| 9  | Samos      | 184                   | 477,4 |
| 10 | Naxos      | 166                   | 429,8 |
| 11 | Zakynthos  | 157                   | 406   |
| 12 | Thassos    | 147                   | 380,1 |
| 13 | Andros     | 147                   | 380,0 |
| 14 | Lefkada    | 117                   | 303   |
| 15 | Karpathos  | 116                   | 300   |
| 16 | Kos        | 112                   | 290,3 |
| 17 | Kythira    | 108                   | 279,6 |
| 18 | Icaria     | 99                    | 255   |
| 19 | Skyros     | 81                    | 209   |
| 20 | Paros      | 75                    | 195   |
| 21 | Tinos      | 75                    | 194   |

## Quần đảo Saronic

### Các đảo có dân cư
- Aegina
- Hydra
- Poros
- Spetses
- Angistri
- Salamina
- Dokos

### Các đảo không có dân cư
- Psyttalia
- Leros Salaminos
- Revythoussa
- Moni Aiginas
- Spetsopoula
- Romvi
- Plateia
- Psili
- Agios Georgios
- Patroklou
- Fleves
- Agios Georgios Salaminos
- Ypsili Diaporion
- Ypsili Argolidos
- Agios Thomas Diaporion
- Agios Ioannis Diaporion
- Plateia Aiginis
- Quần đảo Laousses
- Kyra Aiginis
- Trikeri Hydras
- Alexandros Hydras
- Stavronisi Hydras
- Velopoula
- Falkonera

## Bắc Sporades

### Các đảo chính
- Skiathos
- Skopelos
- Skyros
- Alonissos

### Các đảo khác
| - Quần đảo Adelfoi - Agios Georgios Skopelou - Arko Skiathou - Aspronisi Skiathou - Dasia - Erinia (Rineia Skyrou) - Gioura - Grammeza - Korakas Alonissou | - Kyra Panagia - Lekhoussa - Manolas Alonissou - Maragos Skiathou - Peristera - Piperi - Polemika Alonissou - Praso Skantzouras - Psathoura | - Repio - Sarakino - Skandili - Skantzoura - Skyropoula - Tsougria - Tsougriaki - Valaxa |

## Quần đảo Ionia
| - Corfu - Ithaki hay Ithaca - Cephalonia - Kythira - Lefkada - Paxi - Zakynthos | - Antikythera - Antipaxi - Arkoudi - Atokos - Diaplo - Drakonera - Elafonissos - Ereikoussa | - Kalamos - Kalogiros - Karlonisi - Kastos - Kravia - Kythros - Lamprinos - Lazaretto - Madouri | - Makri - Makropoula - Mathraki - Meganisi - Quần đảo Modia - Othonoi - Oxeia - Petalas - Pistros | - Pontikos - Provati - Skorpios - Skorpidi - Sofía - Sparti Lefkados - Strofades - Thilia - Vidos - Vromonas |

## Quần đảo Dodecanese
tổng số có 164 đảo, trong đó 26 đảo có cư dân.
| - Đảo Adelfoi - Agathonissi - Agioi Theodoroi Halkis - Agreloussa - Alimia - Antitilos - Anydros Patmou - Arefoussa - Arhangelos - Arkoi - Armathia - Astakida - Astypalaia - Faradonesia - Farmakonisi - Fokionissia - Fragos - Gaidourosnissi Tilou - Glaros Kinarou - Gyali - Halavra - Halki | - Hiliomodi Patmou - Hondro - Htenies - Imia - Kalavros Kalymnou - Kalolimnos - Kalovolos - Kalymnos - Kamilonisi - Kandeloussa - Karavolas Rodhou - Karpathos - Kasos - Kastellorizo (Megisti) - Kinaros - Kos - Koubelonisi - Kouloundros - Kouloura Leipson - Kounoupoi - Koutsomytis | - Leipsoi - Leros - Levitha - Makronisi Leipson - Makronissi Kasou - Makry Aspronisi Leipson - Makry Halkis - Marmaras - Mavra Levithas - Megalo Aspronisi Leipson - Megalo Glaronisi - Megalo Sofrano - Mesonisi Seirinas - Mikro Glaronisi - Mikro Sofrano - Nero - Nimos - Nisyros - Paheia Nisyrou - Patmos - Pergoussa - Piganoussa | - Pitta - Plati Kasou - Plati Pserimou - Plati Symis - Pontikoussa - Prasonissi Rodhou - Prasouda - Pserimos - Rho - Rhodos - Safonidi - Saria - Seirina - Sesklio - Stroggyli Kastellorizou - Stroggyli - Strogulli Kritinias - Strogyli Kasou - Symi - Syrna - Telendos - Tilos - Tragonisi - Zaforas |

## Quần đảo Aegea

### Trong biển Aegea
- Agios Efstratios
- Chios
  - Oinousses
  - Psara
  - Antipsara
- Ikaria
- Fournoi Korseon
  - Agios Minas
  - Thymaina
- Lesbos
- Lemnos
- Samos
  - Samiopoula

### Trongbiển Thrace
- Samothraki
- Thasos

## Quần đảo Cyclades
Cyclades gồm khoảng 220 đảo
| - Amorgos - Anafi - Andros - Antiparos - Delos - Donoussa - Folegandros - Gyaros - Ios - Iraklia - Kea - Keros - Kimolos | - Koufonisia - Kythnos - Makronissos - Milos - Mykonos - Naxos - Paros - Polyaigos - Santorini/Thera - Schoinoussa - Serifos - Sifnos - Sikinos - Syros - Thirasia - Tinos | - Agios Nikolaos Donoussas - Ananes - Ano Antikeros - Antimilos - Anydros Amorgou - Askania - Despotiko - Eschati - Glaronisi - Gramvoussa - Hristiana - Htapodia Mykonou - Kalogiros - Kardiotissa - Kato Antikeros | - Kato Koufonisi - Kitriani - Kramvoniss - Lagousa - Liadi - Makares - Megalo - Nea Kameni - Nikouria - Pahia Anaphis - Palea Kameni - Rhineia - Saliagos - Serifopoula - Stroggyli Parou - Vous |

## Quần đảo Crete
Các đảo xung quanh đảo Crete.

### Thuộc biển Aegea

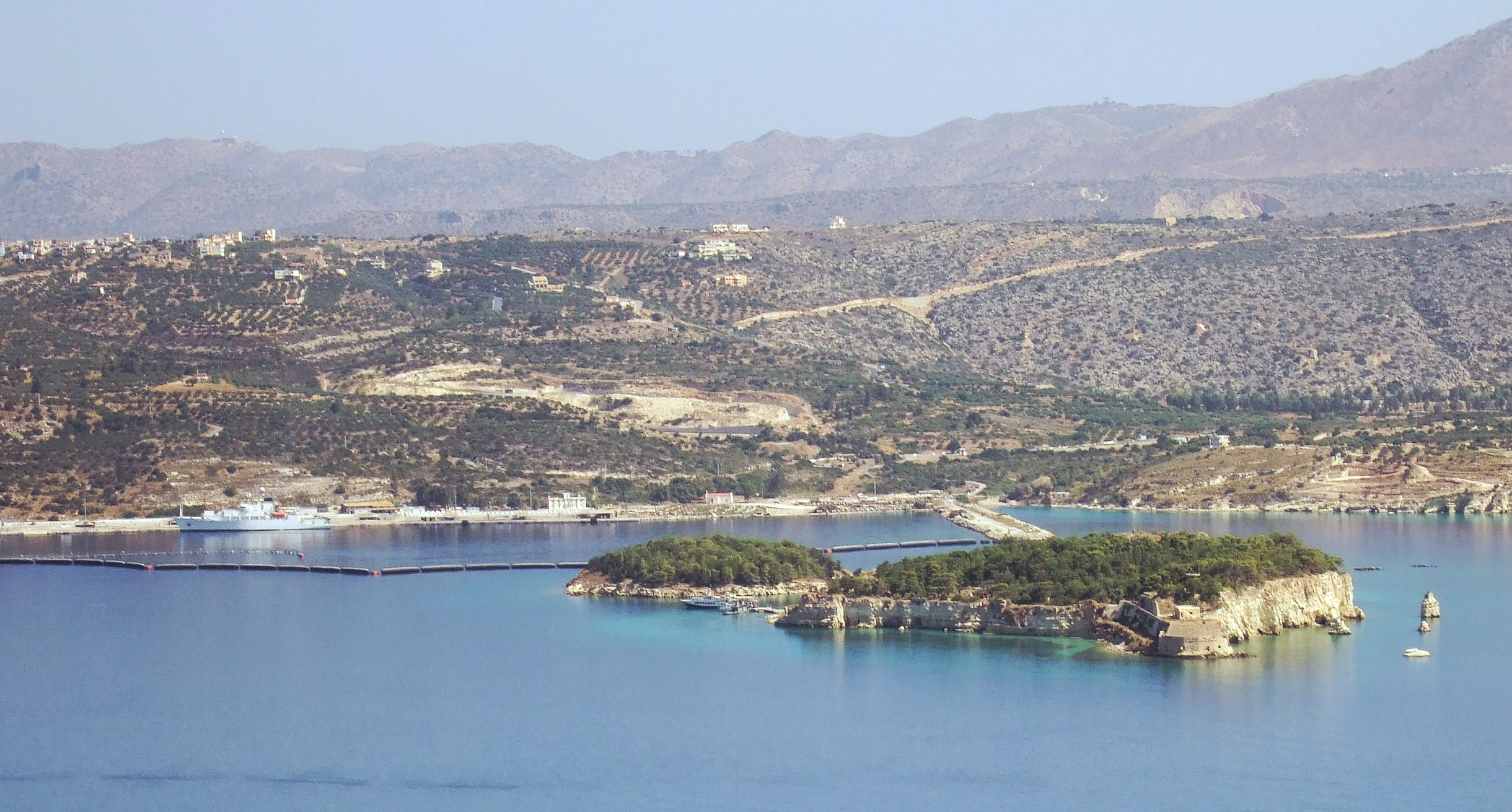
Đảo Leon

West bank of Spinalonga

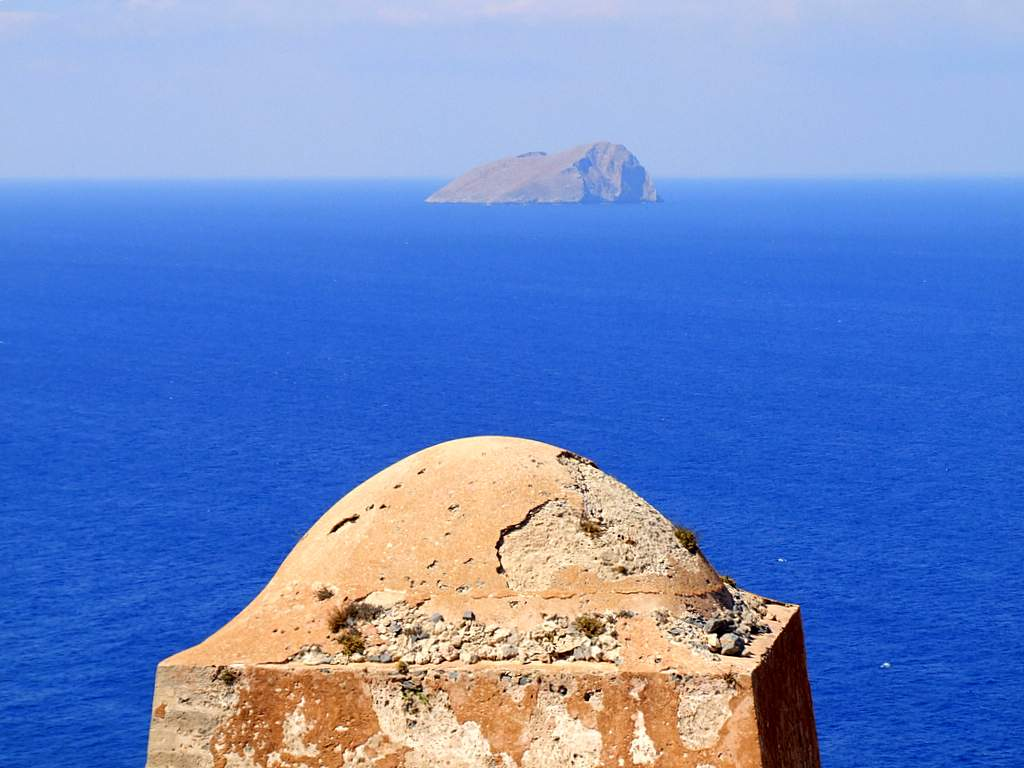
đảo Pontikonisi (đảo chuột) có hình dáng của một con chuột.

- Afendis Christos
- Agia Varvara
- Agioi Apostoloi
- Agioi Pandes
- Agioi Theodoroi
- Agios Nikolaos
- Anavatis
- Antimilos
- Arnaouti
- Aspros Volakas
- Avgo
- Crete
- Daskaleia
- Dia
- Diapori
- Dionysades
- Dragonada
- Elasa
- Ftena Trachylia
- Gianysada West bank of Spinalonga
- Glaronisi
- Gramvousa, Agria
- Gramvousa, Imeri
- Grandes
- Kalydon (Spinalonga)
- Karavi
- Karga
- Katergo
- Kavallos
- Kefali
- Kolokythas
- Koursaroi đảo Pontikonisi (đảo chuột) có hình dáng của một con chuột.

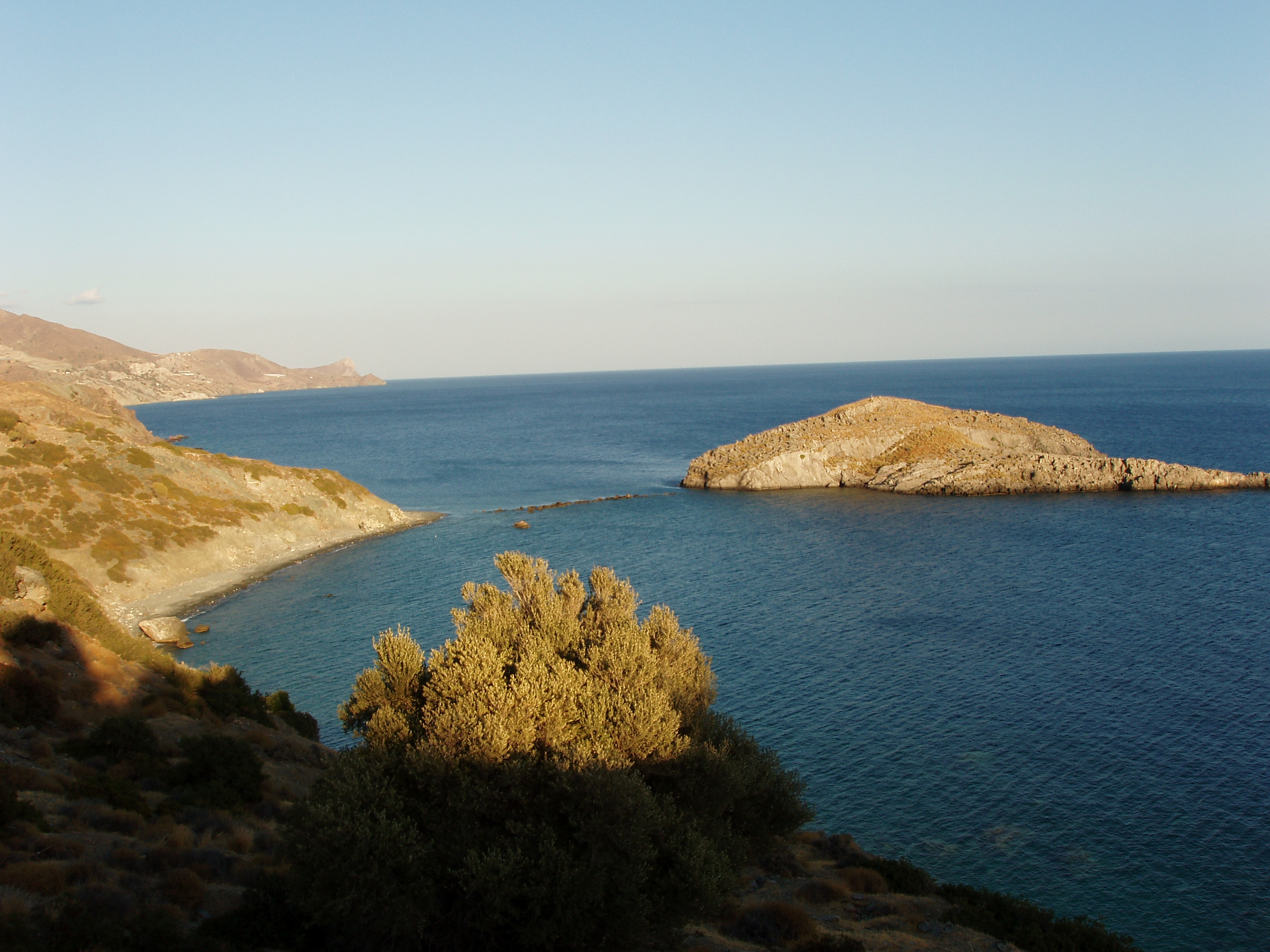
Đảo Trafos trên biển Libya.

- Kyriamadi
- Lazaretta
- Leon
- Mavros
- Mavros Volakas
- Megatzedes
- Mochlos
- Nikolos
- Palaiosouda
- Paximada
- Paximadaki
- Peristeri
- Peristerovrachoi
- Petalida
- Petalouda
- Pontikaki
- Pontikonisi
- Praso Kissamou
- Prosfora
- Pseira
- Sideros
- Souda
- Valenti
- Vryonisi

### Thuộcbiển Libya
- Agia Eirini
- Agriomandra
- Artemis
- Ammoudi tous Volakous
- Chrysi
- Elafonisi
- Fotia
- Gaidouronisi
- Gavdos
- Gavdopoula
- Koufonisi (Lefki)
- Loutro
- Makroulo
- Marmaro
- Megalonisi
- Mikronisi
- Papadoplaka
- Paximadia
- Prasonisi, Gavdou
- Prasonisi, Rethymnou
- Psyllos
- Schistonisi
- Strongyli
- Thetis
- Psarocharako
- Trachilos
- Trafos
- Treis Volakous

## Euboea và các đảo xung quanh
- Euboea
- Petalioi
- Megalos Petalios
- Mandilou
- Hersonisi
- Lithari
- Manolia

## Các đảo nhỏ gần lục địa
- Trikeri (Thessalia)
- Antitrikeri (Thessalia)
- Alatas Trikeriou
- Đảo Proti (Peloponnisos)
- Sapientza (Peloponnisos)
- Schiza (Peloponnisos)
- Ammouliani (Halkidiki)
- Kelifos (Halkidiki)
- Kefalonia (đảo)
- Trizonia (Trung Hy Lạp)